# Деташе
Détaché або Деташе (фр. détacher — відокремлювати) — різновид прийому виконання на струнних смичкових та духових інструментах. 
На струнних смичкових інструментах (скрипці, віолончелі та ін.). На відміну від прийому легато, коли одним рухом смичка по струні виконується кілька нот, виконавець виконує кожну ноту окремим рухом смичка, без відриву від струни, змінюючи його напрям (détacher). 
Існує кілька способів артикуляції при грі на смичкових інструментах, в основі яких лежить прийом détaché — cant detaché (співуче деташе), marcato («поштовх» на початку ноти з подальшим інерційним сповільненням швидкості смичка), martelé (те ж, що і Маркато, лише з натиском вказівного пальця на смичок на початку ноти), тощо. 
На духових музичних інструментах прийом деташе означає гру з окремою твердою атакою кожного звука. 
На баяні, акордеоні, гармоні деташе - один із штрихів міху, що на відміну від маркато і сфорцандо передбачає м'яку атаку звуку.